# غراتسيا دي ميشيل
غراتسيا دي ميشيل (بالإيطالية: Grazia Di Michele)‏ هي مغنية مؤلفة وملحنة إيطالية، ولدت في 9 أكتوبر 1955 في روما في إيطاليا.

## وصلات خارجية
- الموقع الرسمي
- غراتسيا دي ميشيل على موقع IMDb (الإنجليزية)
- غراتسيا دي ميشيل على موقع ميوزك برينز (الإنجليزية)
- غراتسيا دي ميشيل على موقع ديسكوغز (الإنجليزية)